# Ternstroemia carnosa
Ternstroemia carnosa är en tvåhjärtbladig växtart som beskrevs av Jacques Cambessèdes. Ternstroemia carnosa ingår i släktet Ternstroemia och familjen Pentaphylacaceae. Inga underarter finns listade i Catalogue of Life.